# اللوحات المينوسية الجدارية في تل الضبعة
تعد اللوحات الجدارية الميونية أو المينوسية في تل الضبعة مصدر الاهتمام من قبل علماء المصريات و علماء الآثار. فاللوحات تدل أنها من الحضارة الميونة من ناحية الطراز والمحتوى والتقنية ولكن هويات الفنانين العرقية مجهولة. تصور هذه اللوحات صورا لقفز ومصارعة الثيران والفتخاء أو الغريفين ( كائن أسطوري جسمه كالأسد ورأسه وجناحه كالعقاب) و الصيد. تم اكتشاف اللوحات في منطقة القصر في التحتسمي في تل الضبعة من قبل مجموعة من علماء الآثار والذي كان يقودهم مانفرد بيتاك. فالتصوير الجصي (تقنية للرسم على الجدران باستخدام الجص) يعود إلى الأسرة المصرية الثامنة في مصر ومن المرجح في عهدي الفراعنة حتشبسوت أو تحتمس الثالث بينما كان هذا التصوير يعود إلى الفترة الانتقالية الثانية في مصر. فاللوحات تدل على انخراط مصرمع بلدان الشرق المتوسط من ناحية العلاقات الدولية والتبادل الثقافي سواء كان من خلال الهدايا أو الزواج.

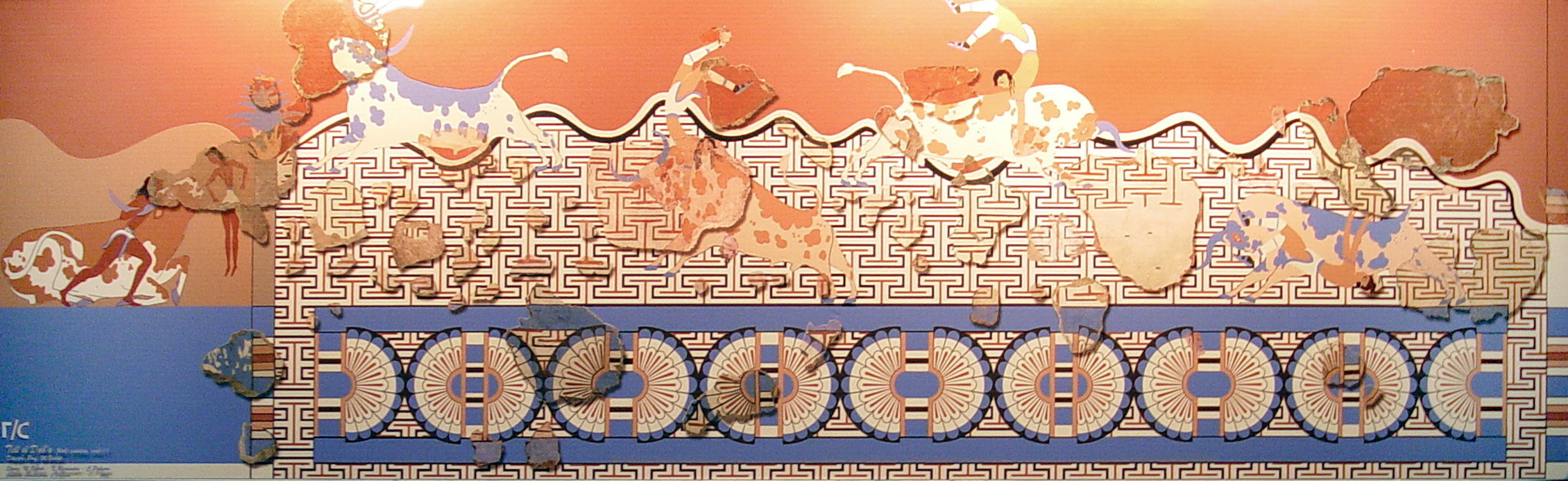
تمت إعادة بناء اللوحات المينوسية في تل الضبعة و اللآن هي في متحف هيراكليون في كريت

## منطقة القصرفي عهد حكم تحوتمس
تغطي منطقة القصر في فترة تحتسم جزء من نفس الأرض الي كانت موجودة في فترة الهكسوس لكن قصر التحتسم له اتجاه آخر. من أبرز العناصر التي هي موجودة في منطقة القصر هما هيكلان ضخمان (F) الأصغر، (G) الأكبر. الكثير من الفخار تم اكتشافه في الهيكل الأصغر (F) في عهد الفرعون تحتسم الثالث بسبب ذلك الفخار فقد ساعد علماء الآثار في تأريخ مناطق القصر واللوحات. بالإضافة إلى ذلك تم إيجاد على ثلثي من أجزاء من اللوحة في الهيكل البلاطي (F) بينما تم إيجاد مجموعة من الشظايا في منحدر الهيكل البلاطي (G).

## اللوحات
تم العثور على اللوحات في قصر تحتمس في تل الضبعة والتي كانت تتكون من آلاف القطع من الحجر الجيري وتمت إعادة البناء جزئيا لتكشف عن مشاهد قفز ومصارعة الثيران وبعضها ضد نمط المتاهة والسنوريات تطارد ذوات الحوافر. أيضا يوجد مشاهد للصيد و أجسام بحجم طبيعي ورجال مع موظفين وامرأة بيضاء ترتدي تنورة والفتخاء، ويعود عصر هذه اللوحات إلى الفترة المبكرة للقصور. تم العثور على مجموعة من اللوحات التي سقطت عند مدخل الجدار ومجموعة أخرى من الشظايا التي تم إيجادها وإيداعها في مكان مهمل عند القصر الشمالي الشرقي، ويبدو أن هذه اللوح تم رسمها على الجدار في الفترة الأولى من حكم تحتمس الثالث ولكنها أزيلت في الفترة الأخير من عهد تحتموس، ويوجد إفريز (طوق من الزخرفة أو نسيج صوفي غليظ) طويل لقفز ومصارعة الثيران مقابل خط المتاهة. تعد شعارات قصر المينوسية مهمة، والمثال على ذلك إفريز على شكل نصف وردة، وفتخاء ضخمة بنفس الحجم بتلك الموجودة في غرفة العرش في كنوسوس في منطقة الكريت، والتقنيات المستخدمة في اللوحات أتت من الحضارة الإيجية. تم صنع اللوحات من ثلاث طبقات أساسية من الجص لجيري، والسطح يتكون من الحجر العائم، ثم يتم صنع اللوحات بمزيج من التصوير والزخارف الجصية، ويتميز أسلوب رسم اللوحات بجودة عالية بحيث أنه يتم مقارنتها بالأفضل اللوحات في كريت.

### مانفرد بيتاك والتأريخ
في بداية الأمر كان يعتقد أن هذه اللوحات كانت تنتمي إلى فترة الهكسوس المتأخرة في أفاريس، أو إلى السلالة الحاكمة في الفترة المبكرة للأسرة المصرية الثامنة عشر. قام مانفرد بيتاك بتأريخ اللوحات إلى فترة حكم الهكسوس في كتابه أفاريس عاصمة هكسوس، ومع استمرار عمليات التنقيب والحفر، فقد أشارات الأدلة إلى أن أصل اللوحات كان في الفترة الأولى من عهد تحتمس الثالث خلال حكم الأسرة المصرية الثامنة عشر، ومع عمليات التنقيب في أحد قصور القرن الثامن العشر، وظهور العديد من الجعران ( حشرة سوادء تسمى بخنفسة الروث وكان المصريون القدماء يستعملونها للزينة) بأسماء الفراعنة الذين ينتمون الأسرة المصرية الثامنة عشر، ومع ذلك فلقد تم اكتشاف أجزاء من اللوحات في أماكن أقدم من القصر، ولقد شرح مانفرد بيتاك أنه كان من المنطقي أن اللوحات قد أتت من أصل قديم خصوصا من الأسرة المصرية الثامنة عشر، ولقد نشأت مشكلة وهي شق الهيكل الضخم لجدار الهكسوس. وتشير الأدلة إلى أن اللوحات في قسم الحفريات قد أتت من الأسرة المصرية الثامنة عشر، والفخار الذي تم تقييمه أيضا قد أتى من الأسرة المصرية الثامنة عشر،قالب:الأسرة المصرية الثامنة عشر ولقد غير مانفريد بيتاك رأيه وقام بتأريخ المركب إلى فترة عهد تحتمس نظرا إلى هذه الأدلة.

### ما مدى مينوسية اللوحات؟

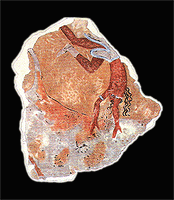
قطعة لقفز الثور، من تل الضبعة

يوجد جدل حول الهوية العرقية للفنانين، ويؤكد البعض ومنهم مانفرد بيتاك، أن من قام برسم هذه اللوحات هم المينوسيين. بينما البعض يجادل مثل كلاين حيث أنه لا يمكن إثبات هوية الفنانين وذلك بسبب أنهم قد يكون لهم معرفة عميقة ببجر الإيجة. يشك كلاين بتغيير تأريخ بيتاك، وحول حجة مانفرد بيتاك بأن المينوسيين هم الفنانين لهذه اللوحات. يقول كلاين «أن اللوحات الجدارية في تل الضبعة وبكل بساطة دلالة أو إشارة على أن فناني الهكسوس تبنوا جوانب ثقافية أخرى» وبالتالي يعتقد كلاين بأنهم ليسوا مينوسيين. مع ذلك، ووفقا لبيتاك، فإن التقنيات والأساليب والزخارف تعود إلى المينوسيين. تقنية الجص الجيري مع طبقتين من السطح المصقول، والزخرف الجصي مع التصوير الجصي، كلها تقنيات ليست مصرية ولكنها شوهدت في لوحات المينوسيين. أيضا فإن الألوان المستخدمة من قبل الفنانين، وبلا شك مينوسية، فعلى سبيل المثال، استخدام اللون الأزرق بدلا من اللون الرمادي أسلوب مينوسي، وتم الاتفاق على هذا اللون في وقت لاحق في مصر وذلك بسبب تأثير بحر إيجة. إلى جانب هذه الأدلة، لم تكن الرموز المصرية والهيروغليفية (نظام كتابي مصري) موجودة بين القطع التي تم اكتشافها. يتناسب تكوين اللوحات مع الموجودة في بحر إيجة والتي تتضمن الزخارف والمناظر الجبلية. جميع هذه الأدلة تفيد وتسير إلى اتجاه الفنانين المينوسيين الذين كانوا يعملون في أفاريس.

### الأهمية
قيل كثيرا عن أهمية اللوحات وعن مصدره الكن السؤال هو ظهور هذه اللوحات في قصر تحتمس، فهذا السؤال حير علماء الآثار وعلماء المصريات. وفقا لمانفرد بيتاك، فإن استخدام الزخارف الملكية المينوسية في قصر تل الضبعة تدل على «حدوث لقاء في أعلى المستويات بين محاكم مصر وكنوسوس (مدينة ملكية قديمة تقع في إقريطش)». قدم مانفرد بيتاكقالب:مانفرد بيتاك فرضيته وهي إشارته إلى وجود الشعارات الملكية مينوسية، والفتخاء على النطاق الواسع، والتصوير الهائل للنساء في رداء التنورة إلى زواج سياسي بين تحتمس الثالث وأميرة مينوسية، فاللوحات فريدة من نوعها، ومن الممكن مقارنتها بالأعمال الفنية بكنوسوس، ولقد وضحت نانو ماريناتوس أن رمز الوردة، وهي سمة بارزة في لوحات توريادور (لوحات المينوسية)، والذي يعيد إنتاج وردات كنوسوس وهو رمز المينوسية المميز. فيما يتعلق بمصر، تكشف اللوحات عن عصر دولي من التفاعلات الثقافية بين مصر وبلدان شرق البحر الأبيض المتوسط. أيضا العلماء قد أشاروا إلى تل الضبعة كمنطقة حدثت فيها التبادلات الثقافية، والذي يدل على أن هذه المدينة مهمة جدا لمصر. أيضا قد جادلت نانو ماريناتوس أن لوحات تل الضبعة هي دليل على اللغة القياسية الـكوينيه، وهي لغة بصرية للرموز للمشتركة، والتي تشهد على مدى التفاعل بين الدول المجاورة. قد يكون زواج الأميرة المينوسية من الفرعون المصري أحد الاحتمالات ولكن يوجد غيرها، وهي أن سلطة كنوسوس المينوسية كانت متورطة بالشؤون المصرية، ومن المحتمل أن جزيرة الكريت كان لديها قواات بحرية قوية لعرضها على الفرعون.